# Nationaal park Fiordland
Het Nationaal park Fiordland is met zijn 12.500 km² het grootste natuurpark in Nieuw-Zeeland. Vanwege de speciale geologie, landschap, flora en fauna is het uitgeroepen tot werelderfgoedgebied. Het park bestaat voornamelijk uit bossen en water, waaronder veertien fjorden, een tweetal onbewoonde eilanden (Secretaryeiland en Resolutioneiland) en vijf grote meren: het Te Anaumeer, Manapourimeer, Monowaimeer, Haurokomeer en het Poteriterimeer.
De Sutherland Falls in het noordwesten van de Milford Sound horen bij de hoogste watervallen ter wereld.
Fiordland National park is ook bekend om zijn dieren, waaronder de fjordlandkuifpinguïn en de bergpapagaai kea.